# Saffire – The Uppity Blues Women
Saffire – The Uppity Blueswomen war eine US-amerikanische akustische Bluesgruppe, die aus Virginia stammte.

## Karriere
Die Gruppe wurde 1987 von Ann Rabson, Gaye Adegbalola und Earlene Lewis gegründet. Lewis verließ die Gruppe 1992 und wurde durch Andra Faye ersetzt. Sie war die erste akustische Band, die von Alligator Records unter Vertrag genommen wurde, einem Label, dem die Gruppe bis zu ihrer Auflösung 2009 die Treue hielt.
Saffires Musik ist durch eine Mischung von ernsthaften Bluesnummern und Novelty Songs, die zur Unterhaltung geschrieben wurden, gekennzeichnet. Aber auch Musik von Künstlerinnen, die sie beeinflusst hatten, gehören zu ihrem Repertoire, insbesondere Big Mama Thornton, Ida Cox und Koko Taylor. In ihren Texten vertreten sie auch oft Anliegen der Frauenbewegung. So thematisiert der Song 1-800-799-7233 häusliche Gewalt an Frauen. Der Titel bezieht sich auf die Rufnummer der National Domestic Violence Hot Line. Saffire trat mit Bluesgrößen wie B. B. King, Ray Charles, Willie Dixon und Koko Taylor auf.

## Auszeichnungen
- 1990 Middle Aged Blues Boogie (Gaye Adegbalola) – Bester Originalsong W. C. Handy Award
- 2010 Havin’ the Last Word Nominierung Acoustic Album of the Year, Ann Rabson Traditional Blues Female Artist of the Year Blues Music Award

## Diskografie

### Saffire – The Uppity Blueswomen
- Middle Age Blues (selbst produzierte Cassette, 1987)
- Uppity Blues Women (1990)
- Hot Flash (1991)
- Broad Casting (1992)
- Old, New, Borrowed & Blue (1994)
- Cleaning House (1996)
- Live & Uppity (1998)
- Ain’t Gonna Hush (2001)
- Deluxe Edition (2006)
- Havin’ the Last Word (2009)[3]

### Gaye Adegbalola
- Learn to Sing the Blues (1997)
- Bittersweet Blues (1999)
- Neo-Classic Blues (2004)
- Blues Gone Black (Gaye & ihr Sohn Juno 2006)
- Gaye Without Shame (2008)[4]

### Andra Faye
- Andra Faye and the Mighty Good Men Walkin’ Home to You (2005)[5]

### Ann Rabson
- Music Makin’ Mama (1997)
- In a Family Way (2005)
- Struttin’ My Stuff (2005)